# Phạm Thị Hương
Phạm Thị Hương, también conocida como Huong Pham (Hải Phòng, Vietnam, 4 de septiembre de 1991) es una modelo y reina de belleza vietnamita, profesora universitaria, y representante titular de Miss Universo Vietnam 2015 desde el 3 de octubre de 2015 por lo que representó a su país en Miss Universo 2015 cuya final se llevó a cabo el 20 de diciembre del mismo año.

## Biografía
Huong Pham nace el 4 de septiembre de 1991, cuando niña pasó muy enferma a causa de una epidemia que afectaba a su ciudad natal. Además de ser un modelo, también trabaja como profesora en la Facultad de Artes, Cultura y Turismo en Ciudad Ho Chi Minh. Ella participó en Vietnam Next Top Model 2010 por lo que fue finalista en dicho concurso. En el 2014 fue la primera finalista en el Miss Deporte Mundial, un concurso de belleza en el marco de los Juegos Olímpicos de Invierno de 2014 en Sochi, Rusia; posteriormente en el mismo año, fue finalista en Miss Vietnam 2014.

## Miss Universo Vietnam 2015
Huong Pham se coronó como Miss Universo Vietnam 2015 el 3 de octubre de 2015, tras 3 intentos fallidos en certámenes anteriores, venciendo a otras 43 participantes provenientes de todo el país, teniendo un buen desempeño y desplante en el concurso, además en el mismo concurso ganó el premio especial de Miss Playa por su belleza corporal. Representó a Vietnam en el Miss Universo 2015 realizado en Las Vegas, tras estar ausente en el certamen anterior; a pesar de haberse perfilado entre las grandes favoritas del público y de la prensa para ganar la corona, no pudo clasificar a la ronda de semifinalistas, finalmente en el mismo certamen Pia Wurtzbach de Filipinas se alzó con la corona de Miss Universo.